# Liamine Zéroual
Liamine Zéroual (Batna, Aurès, 3 de julio de 1941) es un militar y político argelino, presidente de su país entre 1994 y 1999.

## Biografía

### Primeros años
A los dieciséis años se unió a las filas del Ejército de Liberación Nacional (ALN) para combatir a las fuerzas francesas. Participó en la guerra de liberación entre 1957 y 1962. Tras la independencia de Argelia, Zéroual partió a formarse militarmente en El Cairo (Egipto), después en Moscú y fiinalmente en París (Francia). Diplomado en la escuela militar de Moscú y en la Escuela de Guerra de París, ejerció diferentes funciones en el seno del Ejército Nacional Popular de su país. 

### Carrera militar
En un principio fue comandante de la Escuela de aplicación de armas de Batna (1975), luego director de la Academia Interarmados de Cherchell (1981), luego comandante de diversas regiones militares, en 1982 en el Sahara (en Tamanrasset), luego sobre la frontera con Marruecos en 1984 y finalmente en Constantina en 1987. Alcanzó el grado de general en 1988 y fue promovido al frente de las fuerzas terrestres en 1989, antes de renunciar en 1990, a causa de desacuerdos con el presidente Chadli Bendjedid, y particularmente con el general Khaled Nezzar, a propósito del plan de reorganización del Ejército argelino. Fue a continuación embajador en Rumania durante un corto período, antes de dejar dicho puesto y retornar a instalarse en Batna, retirándose de la vida pública.

### Carrera política
En julio de 1993 fue nombrado ministro de Defensa Nacional, por el gobierno del Alto Comité de Estado creado tras la interrupción del proceso electoral de enero de 1992, reemplazando a Nezzar. Era partidario de un diálogo con todos los partidos políticos del país, para encontrar una «solución consensual a la crisis», y fue en ese entendido que se reunió varias veces con los principales dirigentes del 6 (FIS) que se encontraban encarcelados.

## Presidencia
En el seno del mando militar, entre los «reconciliadores» favorables al diálogo y los «erradicadores» partidarios de la represión sin tregua contra los islamistas, la persona de Zéroual apareció como un compromiso, y fue en esta calidad que el 30 de enero
```
de 1994 fue designado a la cabeza del Estado por el Alto Comité de Estado para asegurar el período de transición.
```

El 15 de enero de 1995, debió hacer frente a nuevas presiones diplomáticas internacionales engendradas particularmente por el acuerdo de Roma, llamado de San Egidio, firmado por los líderes políticos de la oposición denunciando la militarización del Estado. Así, con le objetivo de restaurar la legitimidad perdida de las instituciones estatales, organizó una elección presidencial, el 16 de noviembre de 1995, y se convirtió en el primer presidente de su país en ser elegido como resultado de una elección pluralista (elección presidencial boicoteada por las grandes formaciones de la oposición), con el 61.3 % de los votos. 
Sus múltiples intentos de encontrar un acuerdo con los partidos de oposición concluyeron todos en fracasos. Habiendo constatado el fracaso del acercamiento con los representantes moderados del disuelto FIS, ellos mismos sobrepasados por la emergencia de importantes grupos terroristas, como el Grupo Islámico Armado (GIA), consideró que nada más podía esperarse de un eventual diálogo con los islamistas, por lo que rompió el diálogo con ellos y llevó a cabo una política de «erradicación de los grupos terroristas».
Denunció el acuerdo de Roma del 15 de enero de 1995, llamado de San Egidio, protestando así contra el complot de «personalidades argelinas» que buscaban, según él, «mantener a Argelia en la espiral de violencia y de la degradación» prometiendo por otra parte la «erradicación» de los grupos «terroristas».
La reforma constitucional de noviembre de 1996 aumentó considerablemente los poderes del presidente de la República Argelina, y tendió a cerrar el campo político a la oposición. Bajo su dirección, allegados al presidente fundaron, el 21 de febrero de 1997 la Unión Nacional Democrática, en la víspera de las legislativas del 5 de junio de ese año. El partido obtuvo una amplia victoria, que reforzó el poder de Zéroual.
Pero las tensiones cada vez más presentes en la cumbre del Estado lo llevaron a retirarse. El 11 de septiembre de 1998 anunció en su discurso a la nación la celebración de elecciones presidenciales anticipadas en febrero de 1999, (originariamente previstas para 2000) a las cuales no se presentó. Su sucesor fue un antiguo miembro del FLN, Abdelaziz Bouteflika. Zéroual dejó la presidencia de la República en sus manos el 27 de abril de 1999.